# Torreya fargesii
Torreya fargesii ist ein strauch- oder baumartig wachsendes Nadelgehölz aus der Gattung der Nusseiben (Torreya). Das natürliche Verbreitungsgebiet liegt in China. Die Art wird in der Roten Liste der IUCN als gefährdet eingestuft.

## Beschreibung

### Erscheinungsbild
Torreya fargesii wächst als immergrüner, bis zu 20 Meter hoher Strauch oder Baum. Der Stamm erreicht Brusthöhendurchmesser von bis zu 1 Meter. Die Stammborke ist blass braun bis graubraun und unter Witterungseinfluss dunkelgrau und unregelmäßig vertikal rissig. Sie blättert manchmal ab. Die Äste wachsen ausgebreitet und aufsteigend und bilden eine breite Baumkrone. Belaubte Zweige sind dünn und stielrund. Junge Triebe sind im ersten Jahr grün und danach gelblich braun.

### Knospen und Nadeln
Die vegetativen Knospen an den Enden der Zweige sind sehr klein. Die Knospenschuppen der einjährigen Knoten sind vergrößert, breit dreieckig, gekielt und glänzend braun. Sie fallen bald nach dem ersten Jahr ab. Die Nadeln sind kammförmig angeordnet, gehen in einem Winkel von 55° bis 90° von den Zweigen ab und wachsen auf einem 0,5 bis 1 Millimeter langen, gedrehten Stiel. Sie sind linealisch bis linealisch-lanzettlich, gerade oder zur Spitze hin sichelförmig gebogen, 1,2 bis 3,5, selten bis 4,5 Zentimeter lang und 2 bis 4 Millimeter breit. Sie verbreitern sich plötzlich zur Basis hin und gehen konisch in ein scharf zugespitztes Ende über. Die Nadeln sind ledrig und auf der Oberseite glänzend grün mit zwei Rillen, die zumindest in der unteren Hälfte der Nadel entlang der undeutlichen Mittelrippe verlaufen. Auf der Nadelunterseite befinden sich zwei hellgraue, 0,3 bis 0,5 Millimeter breite Spaltöffnungsbänder, die voneinander durch die 0,3 bis 0,6 Millimeter breite, grüne Mittelrippe und vom Nadelrand durch 0,5 bis 1,2 Millimeter breite grüne Streifen getrennt sind. Der Nadelrand ist gerade oder sehr eng eingerollt. Die Nadeln verbreiten beim Zerreiben im Gegensatz zu anderen Nusseiben keinen aromatischen Duft.

### Zapfen und Samen
Die Pollenzapfen wachsen einzeln in den Nadelachseln und bilden so kurze Reihen an der Unterseite seitlich stehender Zweige. An der Basis der Zapfen stehen in Viererreihen vier bis zwölf Paare von Knospenschuppen. Die Zapfen sind blass gelb und bei der Abgabe der Pollen etwa 5 bis 6 Millimeter lang bei einem Durchmesser von 4,5 bis 5 Millimetern. Die zahlreichen Mikrosporophylle sind schildförmig und tragen manchmal nur drei meist vier oder fünf hängende, kleine Pollensäcke.
Die den Samen enthaltenden Strukturen wachsen paarweise manchmal in mehreren Paaren auf einen Zweig gruppiert. Sie sind sitzend mit gerundeten und gekielten Deckschuppen. Der reife Arillus ist fleischig, glatt, blass grün oder leicht weißlich bereift, eiförmig, rundlich oder breit elliptisch, mit Durchmessern von 15 bis 25 Millimetern und stachelspitzig. Der eigentliche Same ist glatt oder hat zwei gegenüberliegende Grate.
Die Pollen werden im April und Mai abgegeben, die Samen reifen nach zwei Jahren im September und Oktober.

## Verbreitung und Ökologie
Das natürliche Verbreitungsgebiet von Torreya fargesii liegt in China in Chongqing, möglicherweise im Süden von Anhui, im Westen von Hubei, im Nordwesten von Hunan, in Jiangxi, im Süden von Shaanxi, in Sichuan am Emei Shan und im Nordwesten von Yunnan. Torreya fargesii wächst einzeln oder in Gruppen entlang von Flüssen oder auf Berghängen in Höhen von 1000 bis 3400 Metern in Nadelwäldern, Mischwäldern oder Laubwäldern buschförmig als Unterholz oder als kleiner bis mittelgroßer Baum. Das Verbreitungsgebiet wird der Winterhärtezone 7 zugerechnet mit mittleren jährlichen Minimaltemperaturen um −15 °C °Celsius (0 bis 10 °Fahrenheit).

## Gefährdung und Schutz
In der Roten Liste der IUCN wird Torreya fargesii als gefährdet („Vulnerable“) geführt. Die Bestände verringerten sich in den letzten 150 Jahren um 30 bis 40 Prozent, wobei die größte Abnahme in den letzten Jahren geschah. Die größte Gefahr stellt dabei die weitergehende Entwaldung im Verbreitungsgebiet dar.

## Systematik und Etymologie
Torreya fargesii ist eine Art aus der Gattung der Nusseiben (Torreya). Sie wurde 1899 von Adrien René Franchet als Torreya fargesii erstbeschrieben. 1984 stellte sie John Silba als Varietät Torreya grandis var. fargesii (Franch.) Silba zur Art Torreya grandis, doch wird das Taxon in der Flora of China, von James E. Eckenwalder in Conifers of the World und von Aljos Farjon in A Handbook of the World’s Conifers weiterhin als eigene Art eingestuft. Sie unterscheidet sich von Torreya grandis durch die Breite der Spaltöffnungsbänder auf der Nadelunterseite. Die trennende Mittelrippe ist bei Torreya fargesii schmäler als die grünen Streifen an den Rändern, die bei Torreya grandis etwa gleich groß sind. Damit sind die Spaltöffnungsbänder bei Torreya fargesii breiter als die von Torreya grandis, da die Nadelbreite der beiden Arten ungefähr gleich ist. Trotz der Ähnlichkeit zu Torreya grandis zeigen genetische Untersuchungen eine nähere Verwandtschaft zur japanischen Art Torreya nucifera, die von den beiden Arten durch den aromatischen Geruch beim Zerreiben der Nadeln und die rötlich braunen dreijährigen Zweigen unterschieden werden kann.
Der Gattungsname Torreya erinnert an den amerikanischen Botaniker und Chemiker John Torrey (1796–1873), der zusammen mit Asa Gray das zweibändige Werk A Flora of North America verfasste. Das Artepitheton fargesii ehrt den französischen Missionar und Pflanzensammler Paul Guillaume Farges (1844–1912), der in Sichuan auch das Typusexemplar gefunden hat.
Es werden zwei Varietäten unterschieden:
- Torreya fargesii var. fargesii: Die Nadeln sind gerade oder nur selten zur Spitze hin sichelförmig gebogen, 1,5 bis 2,5 Zentimeter lang und 2 bis 3,5 Millimeter breit. Das Nadelende läuft nur über einen kurzen Bereich zur Spitze hin zusammen. Die Rillen auf der Nadeloberseite reichen meist nur bis zur Mitte der Nadel und verschwinden zur Spitze hin. Die grünen Streifen am Nadelrand sind 0,5 bis 0,9 selten bis 1,1 Millimeter breit. Das Verbreitungsgebiet liegt in Chongqing, möglicherweise im Süden von Anhui, im Westen von Hubei, im Nordwesten von Hunan, in Jiangxi, im Süden von Shaanxi und in Sichuan. Dort wächst sie in Nadel- und Laubwäldern in Höhen von 1000 bis 1800 Metern.[11][12] Die Varietät wird von der IUCN als stark gefährdet („Endangered“) geführt. Das Holz ist sehr begehrt und die Bestände sind inzwischen auf junge, kleine Bäume in unzugänglichen Gebieten zusammengeschrumpft. Zusammen gibt es etwa noch 53.000 Exemplare mit nur wenigen Sämlingen und alten Bäumen. Wahrscheinlich waren die Bestände früher deutlich umfangreicher, wurden jedoch stark übernutzt. Man geht von einem Rückgang der Bestände von über 50 Prozent in den letzten 150 Jahren aus, und der Rückgang setzt sich fort. In niedrigeren Höhen ist die Varietät auch durch das Abholzen von Wäldern zur Bereitstellung von Ackerflächen gefährdet. Das Fällen der Bäume ist 2013 verboten worden, doch kann das nur schwer überwacht werden. Einige Bestände befinden sich jedoch in geschützten Gebieten.[13]

- Torreya fargesii var. yunnanensis (W.C.Cheng & L.K.Fu) N.Kang: Die Nadeln sind gerade oder häufig zur Spitze hin sichelförmig gebogen, ab 1,5 jedoch meist 2 bis 4 Zentimeter lang und 3 bis 4,5 Millimeter breit. Die Rillen auf der Nadeloberseite reichen (beinahe) bis zur Spitze. Die Nadeln laufen etwa ab der Mitte zur Spitze hin zusammen. Die grünen Streifen am Nadelrand sind ab 0,7 meist jedoch 0,9 bis 1,2 Millimeter breit. Das natürliche Verbreitungsgebiet liegt im Nordwesten von Yunnan in Gongshan, Lijiang, Weixi und in Shangri-La. Dort wächst sie lokal häufig in Nadel- und Mischwäldern im warm-gemäßigten Klima in Höhen von 1500 bis 3400 Metern.[14][15] Die Varietät yunnanensis wird von der IUCN ebenfalls als stark gefährdet („Endangered“) geführt. Das Verbreitungsgebiet („extent of occurrence“) hat nur eine Größe von etwa 3580 Quadratkilometern, es gibt etwa zehn Populationen auf zusammen etwa 384 Quadratkilometern („area of occupancy“). Insgesamt gibt es noch etwa 8 Millionen Bäume, jedoch nur sehr wenige große, ausgewachsene Exemplare. Trotz Verbot werden ausgewachsene Bäume weiterhin gefällt, da das Holz begehrt ist. Auch verschlechtert sich durch den Menschen der Lebensraum der Bäume und die Bestände gehen weiter zurück. Ein Teil der Bestände wächst in geschützten Gebieten.[16]

## Verwendung
Das Holz von Torreya fargesii ist hochwertig und sehr widerstandsfähig gegen Nässe und bei Erdkontakt. Es wird für den Bau von Häusern und Brücken und zur Herstellung von Möbeln verwendet. Die Bäume eignen sich auch zum Aufforsten. Die Samen sind essbar und aus ihnen wird Öl gewonnen. Das ätherische „Torreya-Öl“ wird jedoch nur aus dem Arillus erzeugt. Die Art wird in China kultiviert, ist jedoch weniger verbreitet als Toreya grandis. Außerhalb von China findet man sie nur in wenigen botanischen Gärten und Arboreten.